# Alberto Ciampaglia
Alberto Ciampaglia (Napoli, 29 maggio 1921 – Napoli, 28 gennaio 2011) è stato un politico italiano.

## Biografia
Esponente napoletano del Partito Socialista Democratico Italiano, viene eletto alla Camera dei deputati per la prima volta nel 1968, riuscendo a confermare il proprio seggio per sei legislature consecutive, rimanendo così a Montecitorio fino al 1992.
Ha ricoperto anche il ruolo di Sottosegretario di Stato a diversi ministeri in cinque governi fra il 1979 e il 1987.
Muore all'età di 89 anni nel gennaio del 2011. Anche suo figlio Antonio Ciampaglia è stato deputato per il PSDI, nella XI Legislatura.